# サンセット・ロード
『サンセットロード』は、2002年4月6日から2023年3月26日まで山陰放送（BSSラジオ）で放送されたラジオ番組。
洋楽に特化した音楽番組である。当初は邦楽も取り扱っていたが、コンセプトを一新してからは毎回日本国外の曲のみをオンエアしていた。
番組は2012年11月10日放送分をもって一旦終了し（第1期）、5か月後の2013年4月6日に放送を再開した（第2期）。また、番組は長らく土曜16時台に放送されていたが、2016年秋の改編を機に日曜16時台へ移動した。基本的には16:00 - 17:00（日本標準時）に放送の1時間番組であったが、16時台後半にミニ番組や『片山右京のShall We Drive?』などの15分番組が編成される時期には放送時間を縮小していた。
番組タイトルの表記には揺れがあり、山陰放送公式サイト内でもタイトルロゴ通りの『サンセットロード』表記と、間に中黒が入る『サンセット・ロード』表記が混在していた。後者は長らくラジオ番組表で用いられていた。

## 番組テーマソング
- On The Beat（B. B. & Q. Band（英語版）） - イントロ部分を編集してリピートさせていた。

## 出演者

### パーソナリティ
いずれも山陰放送のアナウンサー（後に離職した人物も含む）。
- 宇田川修一
- 大田祐樹
- 木野村尚子
- 桑本みつよし
- 中島早也佳
- 橋本航介
- 松原佑基
- 森田初実
- 森谷佳奈
- 山田弥希寿
- 山根伸志

### コーナー出演者
- Cian（アイルランド出身者） - 毎回おすすめの1曲を紹介する「Cian's COFFEE BREAK!」を担当[4]。